# Salminek
Salminek (deutsch Sallmeien) ist ein Ort in der polnischen Woiwodschaft Ermland-Masuren. Er gehört zur Gmina Gietrzwałd (Landgemeinde Dietrichswalde) im Powiat Olsztyński.

## Geographische Lage
Salminek liegt im Westen der Woiwodschaft Ermland-Masuren, 15 Kilometer östlich der früheren Kreisstadt Osterode in Ostpreußen (polnisch Ostróda) bzw. 20 Kilometer südwestlich der heutigen Kreismetropole Olsztyn (deutsch Allenstein).

## Geschichte
Sallmeien – vor 1820 Salmeyen – wurde 1515 erstmals urkundlich erwähnt. Von 1874 bis 1945 war das Dorf in den dem Kreis Osterode in Ostpreußen gehörenden Amtsbezirk Manchengut (polnisch Mańki) eingegliedert.
Im Jahre 1910 waren 53 Einwohner in Sallmeien gemeldet. Ihre Zahl belief sich 1933 auf 48 und 1939 auf 39.
In Kriegsfolge kam Sallmeien 1945 mit dem gesamten südlichen Ostpreußen zu Polen. Das Dorf erhielt die polnische Namensform „Salminek“ und ist heute eine Ortschaft im Verbund der Landgemeinde Gietrzwałd (Dietrichswalde) im Powiat Olsztyński (Kreis Allenstein), bis 1998 der Woiwodschaft Olsztyn, seither der Woiwodschaft Ermland-Masuren zugehörig.

## Kirche
Bis 1945 war Sallmeien in die evangelische Kirche Manchengut (polnisch Mańki) in der Kirchenprovinz Ostpreußen der Kirche der Altpreußischen Union, außerdem in die römisch-katholische Kirche Hohenstein i. Ostpr. (polnisch Olsztynek) eingepfarrt.
Heute gehört Salminek evangelischerseits zur Kirche Łęguty (Langgut), einer Filialkirche von Ostróda (Osterode in Ostpreußen) in der Diözese Masuren der Evangelisch-Augsburgischen Kirche in Polen, sowie katholischerseits in die Pfarrkirche Biesal (Biessellen) im Erzbistum Ermland.

## Verkehr
Salminek ist auf einer Nebenstraße zu erreichen, die von Biesal über Jadaminy (Adamsgut) direkt in den Ort führt. Biesal ist auch die nächste Bahnstation und liegt an der Bahnstrecke Toruń–Tschernjachowsk (deutsch Thorn–Insterburg).